# (1637) Swings
(1637) Swings es un asteroide perteneciente al cinturón de asteroides descubierto el 28 de agosto de 1936 por Joseph J. Hunaerts desde el Real Observatorio de Bélgica, Uccle.

## Designación y nombre
Swings fue designado inicialmente como 1936 QO.
Más tarde se nombró en honor del astrofísico belga Pol Swings (1906-1983).

## Características orbitales
Swings orbita a una distancia media del Sol de 3,07 ua, pudiendo alejarse hasta 3,205 ua. Su excentricidad es 0,0439 y la inclinación orbital 14,07°. Emplea 1965 días en completar una órbita alrededor del Sol.